# Claire d'Albe
Claire d’Albe est un roman épistolaire français publié à titre anonyme par Sophie Cottin en 1798.
Les profits de Claire d’Albe furent consacrés par son autrice à faciliter l’évasion du comte de Vaublanc, obligé de quitter la France à la suite d’une prescription, et dont la tête fut ainsi soustraite au couperet de la guillotine.

## Résumé

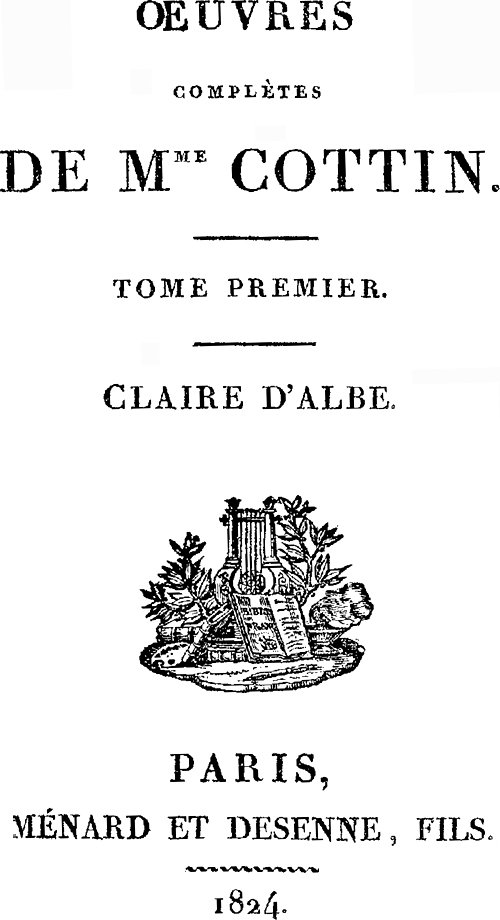
Édition de 1824
chez Ménard et Desenne.

Claire s’est mariée, à quinze ans, avec un homme de soixante ans. Humble autant que sage, vivant à la campagne dans une retraite absolue, occupée du soin de deux enfants en bas âge, elle offre en apparence peu de prise aux passions, mais un jeune parent de son mari, Frédéric, admis dans sa maison à titre d’orphelin, devient amoureux d’elle. Bientôt, malgré toutes les résistances de sa vertu, Claire partage les sentiments qu’elle inspire, oublie tous ses devoirs et meurt de chagrin.

## Analyse
Ce roman écrit tout d’un trait, en moins de quinze jours, sans retouche ni hésitation, produit l’impression en quelque sorte d’un récit confidentiel. Dans ce récit de deux cents pages au plus, il n’existe au premier abord rien de bien saillant. L’intrigue, loin d’être neuve, est des plus simples, et même un peu quelconque. C’est là l’histoire de la plupart des unions disproportionnées et imprudentes, c’est le tableau de presque toutes les amours illégitimes et des mille chutes qui en sont la suite inévitable.

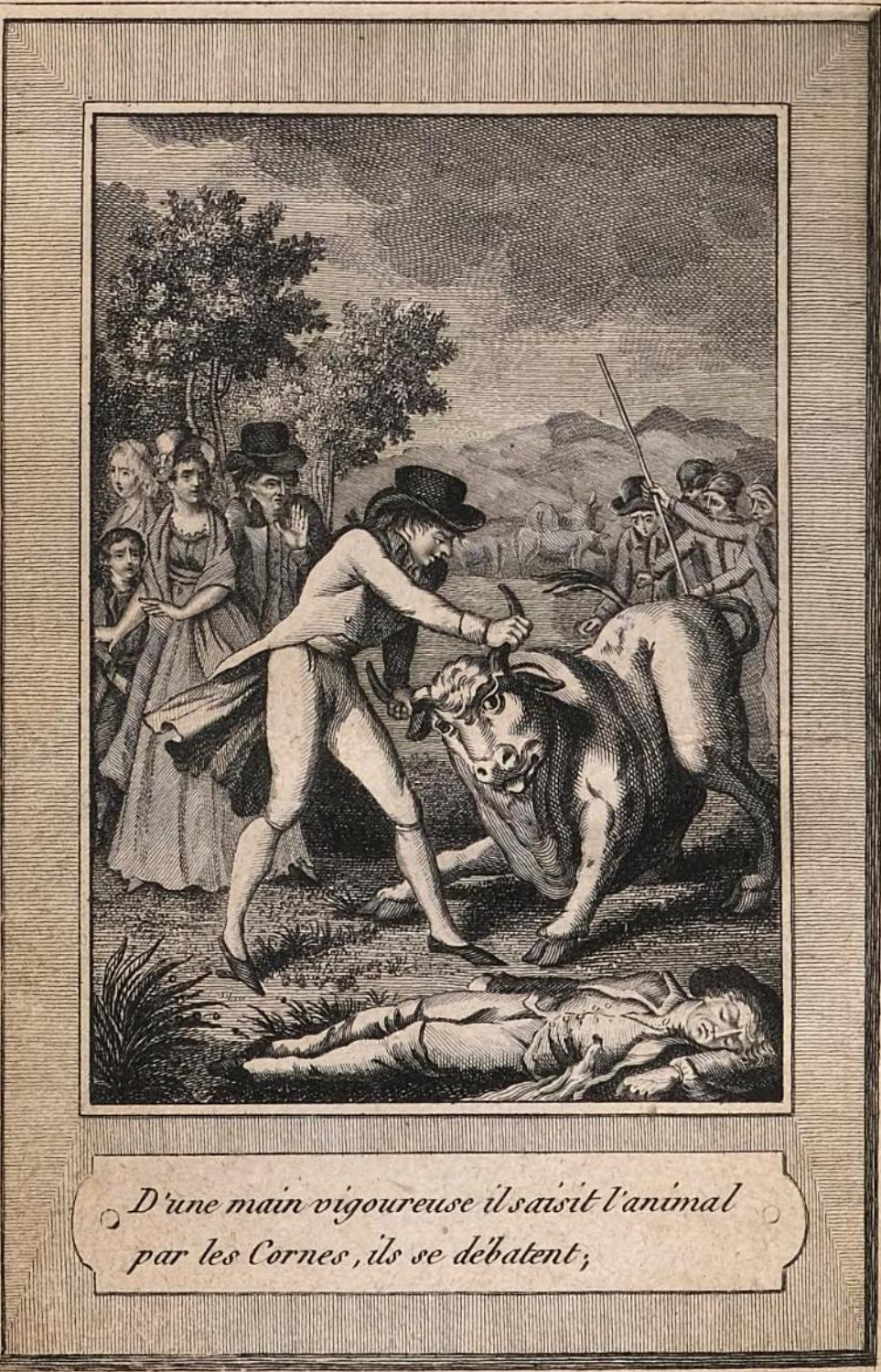
Frontispice de l’édition originale, libellée « D’une main vigoureuse il saisit l’animal par les cornes, ils se débatent ».

L’extrême simplicité des caractères ne semble pas devoir offrir non plus une bien riche matière aux développements. Claire, jeune, belle, aimable, sachant le monde, joint toutes les qualités du cœur à celles de l’esprit ; Frédéric, abrupte enfant des montagnes, a toute la franchise, la candeur primitive et l’impétuosité d’un jeune homme élevé loin d’une société polie dont le contact n’a pas encore émoussé la fibre. C’est un esprit neuf, inculte, naïf, ignorant ou dédaignant les convenances glacées du monde. Sa physionomie expressive sait mal l’art de déguiser ses vives émotions. M. d’Albe, que distinguent une bonté rare et une confiance sans bornes, a les torts traditionnels d’un vieux mari. Malgré sa noblesse morale et la réserve si délicate de son attachement pour Claire, il ne peut inspirer une sympathie bien prononcée. Au moins l’autrice l’a-t-elle préservé du ridicule presque infaillible qui s’attache aux personnages de ce genre.
Mais c’est dans les détails que brille le mérite de Claire d’Albe. Là se révèlent les mouvements de passion et la sûre connaissance du cœur humain que Sophie Cottin devait déployer si richement dans ses romans suivants. Le roman s’ouvre par le tableau plein de fraîcheur des paisibles occupations et des jouissances sereines de Claire avant l’arrivée de Frédéric. Au moment où M. d’Albe part pour chercher le jeune parent à qui il doit servir de père, Claire commence à ressentir les effets de l’isolement sur une âme tendre, elle est en proie à des idées vagues de bonheur et d’amour, elle éprouve ces sortes de regrets involontaires et mal définis qui sont comme le précurseur lointain des passions, et rêve sous ses ombrages d’un mieux idéal.
Les premiers mois du séjour de Frédéric chez M. d’Albe sont peints avec une vérité ingénue. La piquante originalité d’esprit du jeune homme, sa franchise un peu rude, les innocentes railleries et le badinage aimable de Claire, leur mutuelle froideur apparente, puis bientôt la passion qui se glisse à leur insu sous le couvert d’une amicale parenté, forment autant de préparations habilement graduées jusqu’au moment où le voile, enfin déchiré, laisse jaillir l’évidence indéniable.

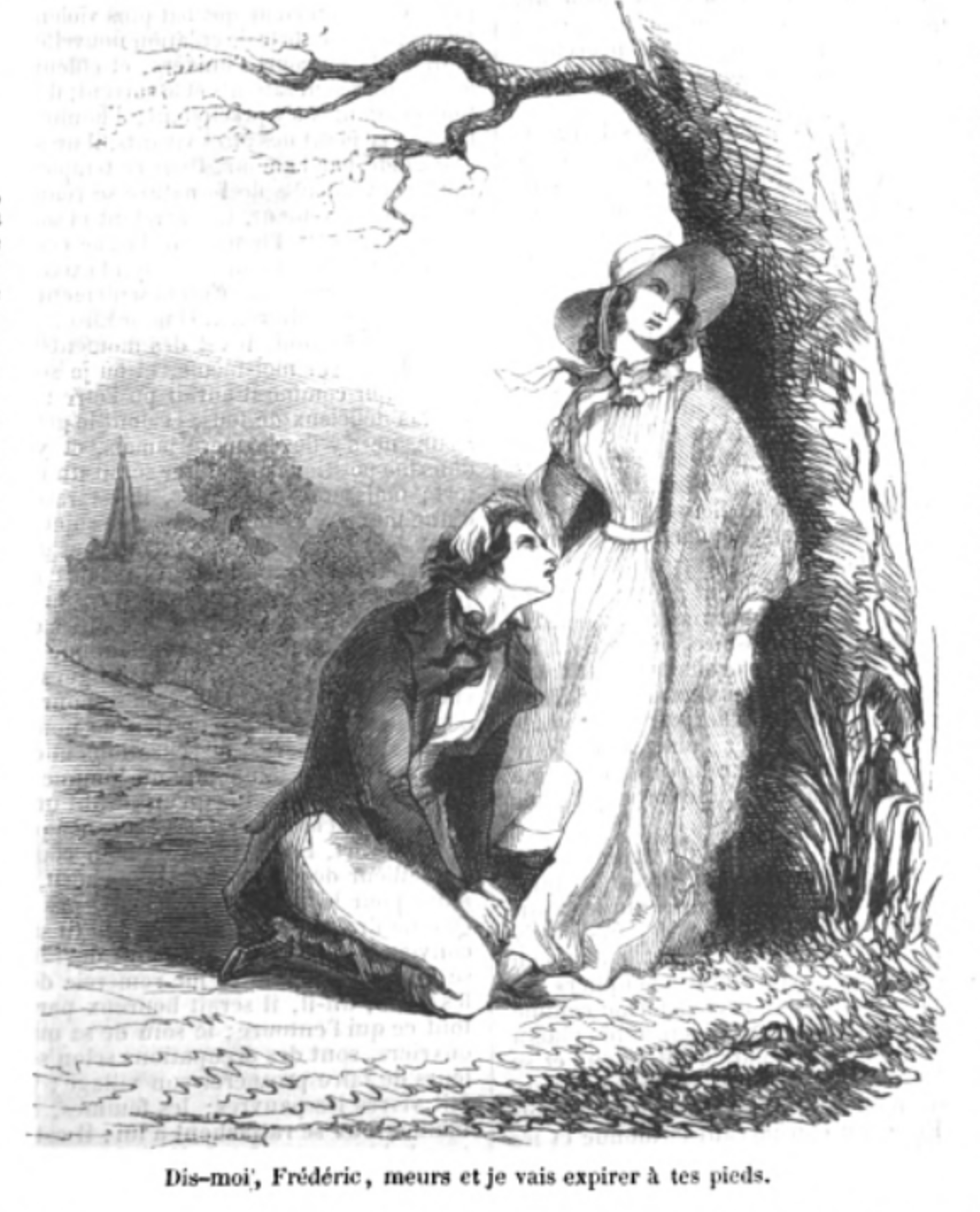
Illustration de l’édition de 1849, libellée « Dis-moi, Frédéric, meurs et je vais expirer à tes pieds ».

C’est au retour d’une promenade à travers les prairies, sur le soir, après un danger couru ensemble, après un acte de bienfaisance accompli, tandis qu’ils marchent seuls, rêveurs et silencieux, que tout à coup les aveux échappent à Frédéric dans une espèce de délire et émeuvent l’âme de Claire d’une pitié profonde. Le nœud se complique par la scène du salon où l’attendrissement mutuel produit par une romance que chante Claire en s’accompagnant de la harpe, le hasard qui les laisse seuls un instant, les étreintes soudaines de Frédéric achèvent la défaite de Claire d’Albe, et réduisent sa vertu défaillante à implorer la générosité de son amant.
D’autres situations encore, la lutte de Claire pour éteindre une passion qu’elle ne peut laisser éclater sans rougir, l’égarement de Frédéric, une séparation nécessaire dont ils gémissent en secret, la fatalité de leur réunion et le délire de leur faute accroissent, achèvent l’intérêt d’une composition marquée surtout par l’entraînement du style d’un cachet de sensibilité et d’éloquence.
Dénué d’inutiles épisodes, ce drame circonscrit et tout intime ne contient que des éléments très simples. L’effet est produit uniquement par la peinture de la naissance et des progrès d’un amour interdit dans deux âmes nées pour la vertu. Frédéric et Claire parlent constamment le vrai langage du cœur. Le but moral évident de l’autrice a été de montrer que si le cœur n’a pris soin de résister aux premières impressions, la vertu, confiante en ses seules forces, peut faire naufrage, et, dès lors, Claire doit nécessairement être considérée comme responsable.

## Éditions
- Claire d’Albe, À Paris, chez Maradan, Libraire, An VII, Google Books.
- Claire d’Albe, Œuvres complètes de Madame Cottin, Paris, Ménard et Desène fils, 1824. Générer le livre en PDF, lire sur wikisource.
- Claire d’Albe, 1849, J. Bry Ainé, éditeur, dans Les Veillées littéraires illustrées, dessiné par Ed. Frère, gravé par Rouget.
- Claire d'Albe, 1976, Régine Deforges, préf. de Jean Gaulmier, 146 p.
- Claire d’Albe, Paris, Indigo et Côté-Femmes, 2004.  (ISBN 9782914378130)
- Claire d'Albe, Paris, Le Livre de Poche, 2025

### Traductions
- Clara : a novel, in two volumes, London, Henry Colburn, 1808 (Hathitrust)
- Clara de Alba, novelita en cartas, Madrid, en la imprenta de Sancha, 1820 (Hathitrust)

## Postérité
- Ernest Desprez écrit la nouvelle Le fils de Claire d’Albe en 1835 (voir sur Gallica), sur fond d’admiration pour l’œuvre et la bibliophilie.